# Apollonia (Ilýrie)

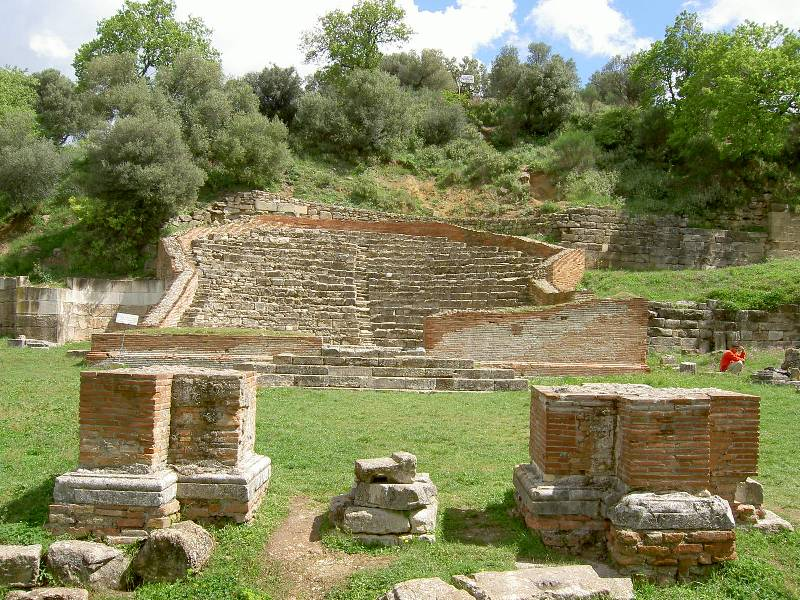
Odeon (divadlo)

Apollonie v Ilýrii (zhruba dnešní Albánie a Dalmácie; řecky κατ' Εριδαμνον nebo προς Εριδαμνω) bylo antické město, které se nacházelo na pravém břehu řeky Aoos, a jehož ruiny jsou nyní v kraji Fier, poblíž vesnice Pojan (Pojani). Bylo založeno v roce 588 př. n. l. řeckými kolonisty z Kerkýry (Korfu) a Korint) a bylo pravděpodobně nejdůležitějším z měst tohoto období, která také nesla název Apollonie. Na tomto místě již existovalo osídlení korintskými obchodníky a ilyrského kmene Taulantů, kteří se pak i v dalších stoletích účastnili osidlování a žili společně s řeckými osadníky. Říká se, že město bylo nejprve nazváno Gylaceia po Glyaxovi, jeho zakladateli, ale později se přejmenovalo na počest boha Apollona.

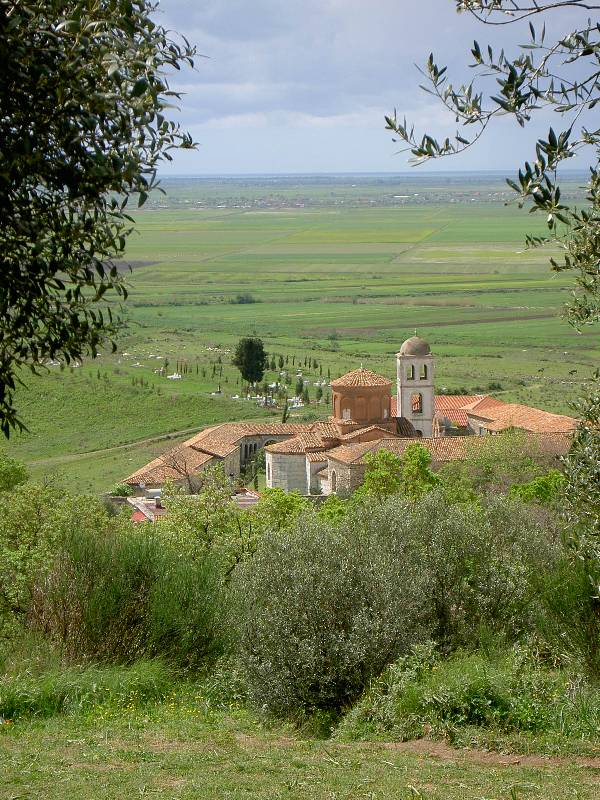
Klášter a kostel Shën Mëri (Svatá Marie) – pollinský klášter stojí na kopci, který byl pravděpodobně součástí starého města.

Aristotelés považoval Apollonii za významný příklad oligarchického systému, protože potomci řeckých osadníků řídili město a dokázali si podvolit velkou část původního ilyrského obyvatelstva. Město bohatlo především díky obchodu s otroky a místnímu zemědělství, ale také díky velkému přístavu, o kterém se říkalo, že v něm mohlo najednou být i sto lodí. Apolloniae, podobně jako Dyrrhachium, které se nachází dále na severu, byla důležitou součástí ilyrského pobřeží, protože poskytovala pohodlnou dopravu do Brundusia a severního Řecka. Byla také jedním ze západních konců Via Egnatia, která vedla na východ do Soluně a Byzantia v Thrákii. Měla vlastní mincovny, které razily mince nalezené až v povodí Dunaje.